# Ліквідація Запорозької Січі (1775)

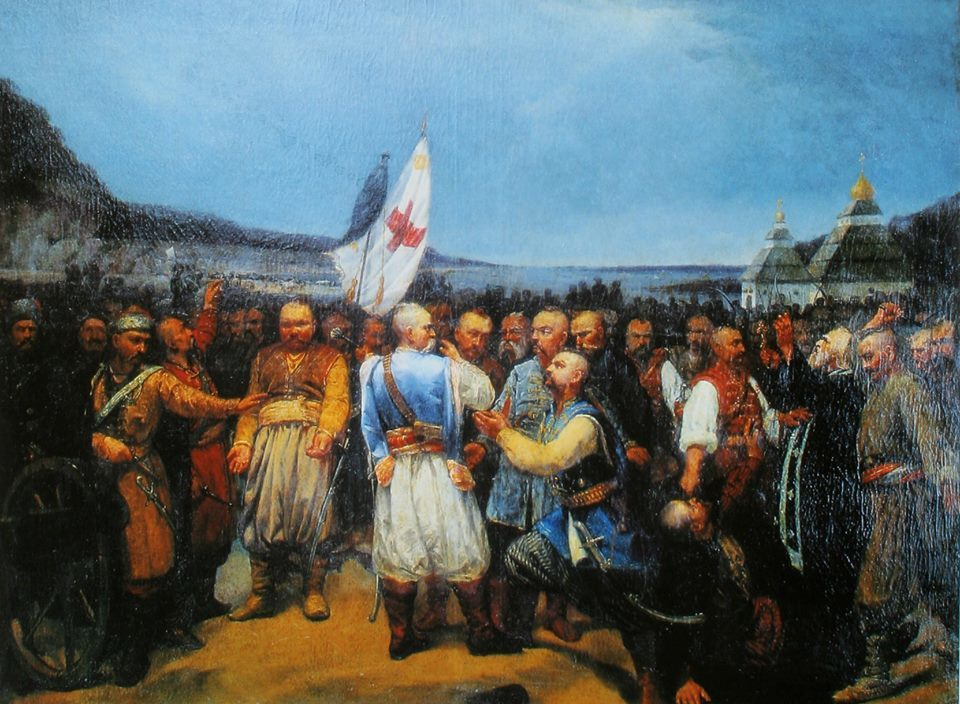
Картина «Остання рада на Січі». Художник Віктор Ковальов, середина XIX століття

Ліквіда́ція Запорі́зької Січі́ 1775 ро́ку — насильницьке знищення російськими військами українського козацького утворення — Підпільненської Січі, та остаточна ліквідація Запорізької Січі як козацької автономії. Унаслідок цього Військо Запорозьке Низове припинило своє існування.

## Передумови ліквідації
Вже в другій чверті XVIII століття було зрозуміло, що російська влада не має жодних намірів щодо збереження української автономії, передбаченої ще Березневими статтями 1654 року. Після палацового перевороту 1762 року на імператорський престол зійшла Катерина II, дружина імператора Петра III, яка одразу спрямувала всі зусилля на посилення влади самодержавства у величезній імперії. Важливим аспектом у політиці імператриці стало так зване «зросійщення ополячених окраїн» (під «окраїнами» царизм вбачав українські та білоруські землі). Такі плани Катерини II не передбачали ні існування козацької держави Гетьманщини, ні козацьких вольностей, ні Запорізької Січі.
Коли 1764 року було ліквідовано посаду гетьмана, а ще через рік — полково-сотенний устрій на Слобожанщині, останнім оплотом української свободи залишалася Запорізька Січ, яку в панівних колах Росії бачили як «кубло бунтівників та бандитів». Московська влада лише чекала слушної нагоди для ліквідації козацької вольниці.

## Ліквідація Січі
Така нагода припала на 1775 рік, коли закінчилася Російсько-турецька війна (1768—1774), яку Москві допомогли виграти запорожці, і козаки стали непотрібні. 23 квітня 1775 року на раді при імператорському дворі прийнято рішення про ліквідацію Січі. На початку червня 1775 року російські війська під командуванням російського генерала сербського походження Петра Текелія, які поверталися з османського походу, раптово оточили Січ. Козаки не чекали на такий розвиток подій, а тому на Запоріжжі тоді перебувало зовсім мало вояків. На самій Січі в той час перебувало лише декілька тисяч запорожців, решта після завершення війни роз'їхалась по паланках і зимівниках. Натомість під командуванням Петра Текелія перебували значні сили: 10 піхотних і 13 донських козацьких полків, 8 полків регулярної кінноти, посиленої 20 гусарськими і 17 пікінерськими ескадронами. Петро Текелія оголосив імператорський указ про ліквідацію Запорозької Січі. Січовому товариству, зважаючи на аж надто нерівні сили, нічого не залишалося, як здатися на волю переможців. Всім було зрозуміло що опір кількох тисяч оточених запорожців буде марним, а прорив інших козацьких військ до оточеної Січі був майже неможливим в силу багатьох причин. Серед цих причин і велика чисельність російського війська і те що майже вся козацька старшина перебувала на Січі в результаті чого козаки що не були в оточенні залишилися без командування.
На Січі зібралася рада на чолі з кошовим отаманом Петром Калнишевським, лунали запеклі суперечки у намаганні знайти вихід з безнадійної ситуації, в якій опинилося Запорізьке козацтво. Рада вирішила не проливати християнської крові та добровільно склала зброю перед московитами. Крім того козаки побоювалися в разі опору кривавої помсти козацьким сім'ям, на Січі ще були старі козаки, які пам'ятали події 1709 року, коли Петро I провів жорстоку каральну експедицію проти України, зокрема сумнозвісну батуринську різанину, яка стала розв'язкою тих жахливих подій. Запорозькі козаки брали участь у багатьох походах Російської армії і були свідками жорстокості російських військ при штурмах ворожих поселень. Як згадували учасники подій на Січі, характерники зовсім не хотіли здаватися Катерині, та інші козаки сказали: «Ні, братця, у нас є батьки й діти: москаль їх виріже. Взяли та й здалися».
На початку червня 1775 року російським військами було повністю зруйновано Січ, а все майно та козацькі архіви було вивезено до Петербурга. Козацьку старшину та кошового отамана Петра Калнишевського звинуватили у зраді та засудили до каторги. Сумним фактом було те, що в знищенні Січі брали активну участь донські козаки, вони не знали жодного жалю до домівки їх українських «побратимів». Але, незважаючи на таку старанність у справі виконання розпорядження Катерини II, вони самі на початку 1790-х потрапили в її жорстку опалу, в них відібрали більшість споконвічних земель, велику частину донських козаків переселили у віддалені регіони Росії. Їхня старшина репресована[джерело?]. Лише 14 серпня 1775 року імператриця Катерина II видала спеціальний маніфест, який офіційно сповіщав про причини ліквідації Січі. У цьому документі козацька-лицарська Січ зображувалася як «кубло пияк та розбишак», які «жили в неуцтві та заважали царизму вести торгові та культурні зв'язки з сусідами». Про пролиту козацьку кров за царську Росію в ньому не було ні слова.

## Наслідки ліквідації Запорізької Січі
Незадовго до руйнування Січі, козацький флот майже всім складом був переведений на Дунай. Османський султан виділив козакам під Задунайську Січ острів святого Юрія з Сулинським і Георгіївським гирлами Дунаю та видав клейноди — булаву, бунчук, печатку та висвячену Константинопольським патріархом корогву. Частина запорожців невдовзі склали основу Полтавського та Херсонського полків.
Організація й швидке зміцнення Задунайської Січі викликало все більші симпатії в українського населення і унеможливлювало участь у війні українців на стороні Росії[джерело?]. Таким чином руйнація Запорізької Січі та утворення непідконтрольної Петербургу Задунайської Січі призвели до того, що південно-західні кордони Російської імперії виявились безборонними. 31 жовтня 1776 року Потьомкін про це доповідав Катерині ІІ.
Спроба утримати козаків від еміграції за Дунай та на Забужжя не дала результатів. Тоді Катерина II 5 травня 1779 року і 27 квітня 1780 року видала маніфести з проханням до козаків повернутися у рідний край, обіцяючи дати кожному з них землю і службу за російськими чинами. Ці заклики також не дали результатів.
Задунайська Січ з перервами та численними переїздами з місця на місце проіснувала до 1828 року.